# أنجيليكا لوبيز
أنجيليكا داناو لوبيز (ولدت في 22 نوفمبر 2000) هي عارضة أزياء فلبينية وحاملة لقب ملكة جمال، تُوجت بلقب ملكة جمال الفلبين الدولية لعام 2023. مثلت الفلبين في مسابقة ملكة جمال العالم 2024.

## نشأتها
التحقت لوبيز في يونيو 2021 بجامعة ولاية بالاوان في بويرتو برينسيسا، بالاوان، الفلبين لمتابعة درجة البكالوريوس في علم النفس.

## مسابقات الجمال

### ملكة جمال الكون الفلبينية 2022
تنافست لوبيز في مسابقة ملكة جمال الكون الفلبين 2022 حيث مثلت مقاطعة بالاوان وحصلت على المركز 16.

### ملكة جمال الفلبين 2023
ممثلًا لبالاوان، توج لوبيز بلقب ملكة جمال الفلبين الدولية 2023 من قبل جمال الفلبين الدولية 2022 نيكول بوروميو وملكة جمال الدولية 2022 الألمانية جاسمين سيلبيرج، وبذلك تمثل لوبيز الفلبين في مسابقة ملكة جمال الدولية 2024.

### ملكة جمال الفلبين 2024
في 7 يوليو 2024، في النسخة الستين من ملكة جمال الفلبين، سلمت أنجليكا لوبيز تاجها إلى ميرنا إسغويرا من مقاطعة أبرا. وعلى الرغم من أنها سلمت تاجها بالفعل إلى خليفتها، إلا أن واجباتها لم تنته بعد حيث لا يزال يتعين عليها التنافس في مسابقة ملكة جمال العالم 2024 التي تقام في اليابان. من ناحية أخرى ستتنافس ميرنا خليفتها في عام 2025. لقد فشلت في التأهل للقطع الأول بعد احتلالها المركز الحادي والعشرين.

## روابط خارجية
- أنجيليكا لوبيز على إنستغرام